# Großsteingrab Lähden I
Das Großsteingrab Lähden I (auch Lähden Nord genannt) ist ein neolithisches Ganggrab, mit der Sprockhoff-Nr. 866. Es entstand zwischen 3500 und 2800 v. Chr. und ist eine Megalithanlage der Trichterbecherkultur (TBK). Neolithische Monumente sind Ausdruck der Kultur und Ideologie neolithischer Gesellschaften. Ihre Entstehung und Funktion gelten als Kennzeichen der sozialen Entwicklung.

## Beschreibung
Lähden I liegt etwa 2,8 Kilometer nördlich von Lähden an der Landstraße von Waldhöfe-Ost nach Lähden, in der Samtgemeinde Herzlake im Landkreis Emsland in Niedersachsen. 
Die 21,5 Meter lange und 1,8 Meter breite Kammer ist relativ gut erhalten. Die Reste der zur Hälfte abgetragenen, im Übrigen etwas zerstörten Einfassung, der nicht ganz typisch nordost-südwest-orientierten Emsländischen Kammer weisen auf eine der seltenen konzentrischen doppelt ovalen Einfassungen, hier von 25 Meter Länge und sieben Meter Breite hin. Die Reste des Hügels sind im Gelände zu erkennen. Ursprünglich hatte die Kammer 15 Decksteine.
Im nahen Herßum befindet sich das Großsteingrab im großen Sande (Sprockhoff-Nr. 867).